# Ankyloserande spondylit

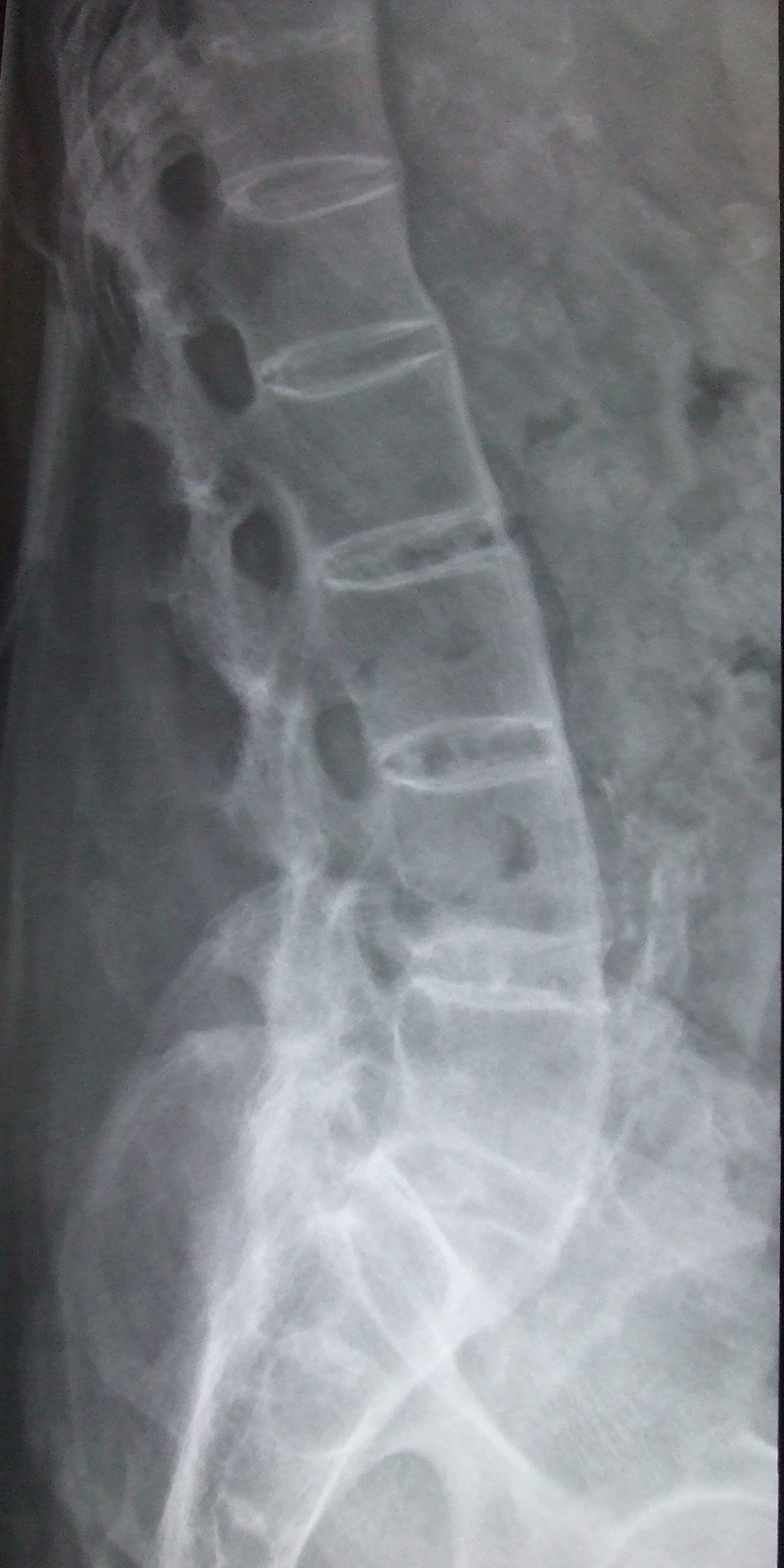
Röntgen av ländrygg som visar ankyloserande spondylit

Ankyloserande spondylit (AS), också kallad Bechterews sjukdom eller pelvospondylit, är en progressiv, ärftlig, reumatisk, inflammatorisk sjukdom som är kronisk. Sjukdomen har tidigare även gått under namnet Marie-Strümpells sjukdom. Sjukdomen, som tillhör spondylartriterna, angriper speciellt ledgångarna mellan korsbenet och höftbenet, ryggradens småleder och ledband, samt vävnader nära leder så som sen- och muskelfästen. 
I Sverige får varje år omkring tre personer per 100 000 diagnosen AS. Cirka 0,5 procent av befolkningen i Västvärlden har AS. Av dessa är 72–80 procent män. Kvinnor med AS får oftast en annan sjukdomsbild än män, vilket innebär att det är sannolikt att det finns många kvinnor med oupptäckt AS, vilket kan påverka statistiken. Kvinnor drabbas ofta först av perifera symtom innan symtom från ryggraden inträder. Sjukdomen börjar vanligen mellan 15 och 30 års ålder. Kvinnor insjuknar ofta något senare vilket gör att statistiken förändras och könsfördelningen är jämn för patienter vid 50 års ålder. Även barn kan få sjukdomen. Sjukdomen är ärftlig (HLA-B27) men det är ovanligt att man för sjukdomen vidare till sina barn.

## Symtom
Till följd av inflammationen i ryggen får den drabbade stelhet och värk i ryggen, som förvärras vid fysisk inaktivitet och avtar vid fysisk aktivitet. Eftersom ryggvärken förvärras vid fysisk inaktivitet är den ofta som värst sent under natten och in på morgonen. Det är vanligt att den drabbade vaknar tidigt på morgonen till följd av smärtorna. Till följd av inflammationen i sakroiliakalederna kan den drabbade även uppleva sidoväxlande smärta i rumpan. Senare under sjukdomsförloppet kan kutryggighet (kyfos), permanent ledstelhet och svårighet att röra drabbade leder uppstå. Detta till följd av att de drabbade lederna växer ihop (ankyloserar). Patienterna kan få så kallad bamboo spine, då hela ryggraden ankyloserat och kotorna är helt sammanvuxna (utseende som ett bamburör). När sjukdomen progredierar upp till bröstryggen kan även kostokondrala lederna ankylosera vilket ger minskad thoraxrörlighet och därav andningssvårigheter.
Inflammationen kan även drabba perifera leder – om så sker är det oftast i form av seninflammtion i hälsenorna, plantarfascia och konstokondralt (revbenen in mot bröstbenet). Muskel- och senfästen kan också drabbas (entesit), liksom organ utanför rörelseapparaten. Den vanligaste inflammationen som uppstår utanför rörelseapparaten är inflammation av ögats regnbågshinna (irit).

## Diagnostik
Diagnos ställs genom anamnes, bilddiagnostik av sakroiliakalederna och kotpelarna (med magnetkameraundersökning, skiktröntgen eller slätröntgen) samt blodprov. Blodproven kan inkludera kontroll av SR (inflammationsparameter), CRP (inflammationsparameter) samt påvisa om personen har antigenet HLA-B27. Bärare av HLA-B27 löper större risk att drabbas av AS, och därför kan upptäckt av antigenet styrka diagnosen.

## Behandling
För att motverka stelhet och minskad funktionsförmåga i ryggen rekommenderas som behandling vanligen fysioterapi i kombination med främst NSAID-preparat för att motverka smärta och stelhet samt att dämpa den inflammatoriska aktiviteten. Vid allvarligare form av sjukdomen och otillräcklig effekt av NSAID, används ofta biologiska läkemedel i form av TNF-hämmare. Vid svårare fall kan kirurgiska ingrepp, där förstörda leder ersätts, krävas.
Om den drabbade har många inflammationer i perifera leder kan DMARD-preparat eller kortison bli aktuellt. DMARD har ingen effekt på AS i ryggen, men hjälper mot perifer ledinflammation. Även läkemedlet sulfasalazin kan hjälpa mot perifera inflammationer.

## Samsjuklighet/komplikationer och mortalitet
Patienter med AS drabbas ofta av hjärt- och kärlsjukdom. Andra förekommande sjukdomsspecifika komplikationer är benskörhet, inflammatorisk tarmsjukdom, kronisk irit, aortainsufficiens samt lungfibros. För personer med AS föreligger risk för ökad dödlighet, särskilt i hjärt- och kärlsjukdom. Cirka fem procent av de med AS drabbas av aortainsufficiens och ledningsrubbningar (såsom AV-block).

## Bechterews sjukdom hos kända personer
Mick Mars som är gitarrist i det amerikanska bandet Mötley Crüe har sjukdomen. Författaren Marcus Birro, och Norges tidigare statsminister Jens Stoltenberg bär även sjukdomen. Den ryske stormästaren i schack, Vladimir Kramnik, tvingades 2006 tacka nej till en turnering i Nederländerna på grund av besvär och behandling relaterade till sjukdomen. Även Dan Reynolds, huvudsångaren i Imagine Dragons, lider av denna sjukdom.

### Källhänvisningar
- Mandl, T. & Bala, V. (2016) Reumatiska sjukdomar och osteoporos. I Ekwall, A. & Jansson, A. M. Omvårdnad & medicin (s. 483–533). Studentlitteratur: Lund. ISBN  978-91-44-07664-5
- Gregersen, A-G (2011) Omvårdnad vid reumatiska sjukdomar. I Almås, H. (red.), Stubberud, D-G. (red.), Grønseth, R. (red.), Bolinder-Palmér, I. (översättning) & Olsson, K. (översättning) Klinisk omvårdnad 2 (s. 169–188). Liber: Stockholm. ISBN 978-91-47-09920-7